# Duché de Saxe-Wittemberg
1296 – 1356 (1422)
Entités précédentes :
- Duché de Saxe

Entités suivantes :
- Électorat de Saxe

Le duché de Saxe-Wittemberg (en allemand : Herzogtum Sachsen-Wittenberg) était un État du Saint-Empire romain au Moyen Âge tardif. Il émergea lors de la partage du duché de Saxe sous le règne de la maison d'Ascanie en 1296. Le duché fut le précurseur de l'électorat de Saxe qui est créé en 1356 avec le transfert du privilège électoral aux ducs de Saxe-Wittemberg par la Bulle d'or de l'empereur Charles IV.
Le duché s'étendait sur un territoire relativement petit le long du fleuve Elbe moyen. Les domaines faisaient à l'origine partie de la marche de l'Est saxonne dans les pays des tribus slaves (« Wendes »). La résidence des ducs ascaniens était au château de Wittemberg.

## Histoire
L'édification du château de Wittemberg pour sauvegarder le passage de l'Elbe remonte au margrave ascanien Albert l'Ours. Après la montée sur le trône de Conrad III de Hohenstaufen en 1138, Albert avait porté le titre de « duc de Saxe » pour un court laps de temps. En 1157, il a reconquis l'ancienne marche du Nord et s'imposa comme le premier souverain de la marche de Brandebourg située au-delà du Fläming au nord-est.

### Formation

Les territoires saxons d'Albert Ier (en vert) vers l'an 1235.

En 1180, le puissant duc de Saxe, Henri le Lion de la maison des Welf, est mis au ban par l'empereur Frédéric Barberousse mettant fin à de longues années de guerre et de tensions. Après sa destitution, son duché était réparti entre des différentes familles régnantes. Le titre ducal (Herzog) a été attribué au fils d'Albert l'Ours, Bernard de Ballenstedt de la maison d'Ascanie. Il reçut les terres de Lauenbourg, dans la partie nord de la Saxe, et les domains autour du château fort de Wittemberg, faite construire par son père.
Le duc Nernard III mourut en 1212 et ses terres sont passées à ses deux fils Henri et Albert Ier. Henri, le frère aîné, a gouverné la contrée d'origine de la dynastie autour de Ballenstedt, qui est élevée à la principauté d'Anhalt. En même temps, les territoires de Lauenbourg et Wittemberg, avec le titre ducal, échut au fils cadet Albert Ier qui gouverna jusqu'en 1260. Il a obtenu sa confirmation en tant que prince du Saint-Empire par le Statutum in favorem principum du roi Henri (VII) en 1231. Au début du Grand Interrègne, en 1247, Albert a participé à l'élection du comte Guillaume de Hollande comme anti-roi contre l'empereur Frédéric II.
Après le décès d'Albert Ier, la dynastie ducale se fut scindée finalement en deux lignes : celles de Saxe-Lauenbourg sous le règne de son fils aîné Jean Ier et de Saxe-Wittemberg sous le duc Albert II. Le duché d'Albert II comprenait également les domaines des burgraves des archevêques de Magdebourg autour de Gommern sur l'Elbe et l'ancien comté de Brehna au sud de Wittemberg. La qualité de prince-électeur (Kurfürst) saxon était convoitée par les deux branches familiales de Wittemberg et Lauenbourg. En 1273, Albert II a opté en faveur de Rodolphe de Habsbourg et percevait en contrepartie la main de sa fille Agnès. Néanmoins en 1291, le duc, au grand mécontentement de son beau-frère Albert de Habsbourg, a voté en faveur du comte Adolphe de Nassau.

### Séparation
À la mort de son frère Jean en 1285, Albert II s'est efforcé de conserver l'unité des domaines saxons; toutefois, finalement en 1296, il a dû céder le duché de Saxe-Lauenbourg à ses neveux majeurs et meurt deux ans plus tard. Son fils et successeur, le duc Rodolphe Ier de Saxe-Wittemberg, a dû se battre avec ses cousins de Saxe-Lauenbourg pour la dignité électorale : en 1308 les deux branches ont voté pour le comte Henri de Luxembourg ; toutefois, à la double élection d'octobre 1314, Wittemberg a soutenu Frédéric de Habsbourg et Lauenbourg a voté en faveur de Louis de Wittelsbach.
Après la défaite de Frédéric à la bataille de Mühldorf en 1322, la relation avec Louis reste tendue. Dans le conflit entre les dynasties de Wittelsbach et Luxembourg, Rodolphe Ier de Saxe-Wittemberg a soutenu le futur empereur Charles IV – alors que Saxe-Lauenbourg a voté en faveur du anti-roi Gunther de Schwarzbourg. Toutefois, l'espoir de Rodolphe que l'héritage des margraves ascaniens de Brandebourg soit transféré à lui a été déçu. Plutôt, en remerciement de son appui, l'empereur, en 1356, attacha finalement l'électorat de Saxe et le rang de maréchal d’Empire à la possession de Wittemberg.
Rodolphe mourut la même année. Ses successeurs de la maison ascanienne ne garda l'électorat que jusqu'en 1422, date où cette lignée s'éteignit avec la mort d'Albert III.

## Liste des ducs ascaniens de Saxe-Wittemberg
- 1296–1298 Albert II, fils cadet du duc Albert Ier de Saxe
- 1298–1356 Rodolphe Ier, désigné électeur de Saxe en 1356
- 1356–1370 Rodolphe II, électeur de Saxe
- 1370–1388 Venceslas, électeur de Saxe
- 1388–1419 Rodolphe III, électeur de Saxe
- 1419–1422 Albert III, électeur de Saxe

Le 6 janvier 1423, le roi Sigismond de Luxembourg céda Saxe-Wittemberg en fief au margrave Frédéric IV de Misnie de la maison de Wettin, à titre de récompense pour sa lutte contre les Hussites. Cette promotion suscite les réclamations de l'électeur Frédéric Ier de Brandebourg et du duc Éric V de Saxe-Lauenbourg qui mettent en avant leur parenté avec Albert III.
Avec cette concession, la dénomination de « Saxe » montait en amont l'Elbe. L'ancien duché de Saxe-Wittemberg, uni avec la marche de Misnie, devint le district électoral (Kurkreis) des vastes possessions des princes de Wettin. En 1485, la dignité électorale échut à la branche ernestine des Wettin.